# Amália
Az  Amália női név a germán Amal- kezdetű nevekből származik, a névképző egy gót királyi családra utal, valamint megtalálható benne a védelem névelem is.

## Rokon nevek
Amál, Ameli, Amélia,

## Gyakorisága
Az újszülötteknek adott nevek körében az 1990-es években igen ritkán fordult elő. A 2000-es és a 2010-es években sem szerepelt a 100 leggyakrabban adott női név között.
A teljes népességre vonatkozóan az Amália sem a 2000-es, sem a 2010-es években nem szerepelt a 100 leggyakrabban viselt női név között.

## Névnapok
január 28., május 4., július 10., október 7., november 20., november 21., november 30.

## Híres Amáliák
„Amália” utónevű személyek szócikkeinek listája a Wikidata alapján